# Lan lọng pha long
Lan lọng pha long (danh pháp hai phần: Bulbophyllum andersonii) là một loài phong lan thuộc chi Bulbophyllum. Loài này phân bố tại Ấn Độ, Myanmar, Trung Quốc, Việt Nam.